# Mont Akagi
Pour les articles homonymes, voir Akagi.
Le mont Akagi (赤城山, Akagi-san) est un volcan complexe situé à cheval sur plusieurs municipalités de la préfecture de Gunma, sur l'île de Honshū, au Japon. Son sommet culminant à 1 828 mètres d'altitude le désigne comme la plus haute montagne de la préfecture. Destination touristique populaire, été comme hiver, il est inscrit sur la liste des 100 montagnes célèbres du Japon.

## Toponymie
Selon une légende, deux divinités des montagnes s'affrontèrent pour la possession du lac Chūzenji, dans les monts Nikkō. La bataille eut lieu à Senjōgahara, une plaine marécageuse au nord du lac. Afin de guérir ses blessures, le vaincu se réfugia dans un onsen, au nord de son territoire. Ce faisant, son sang se répandit et teinta en rouge sa demeure : « la montagne devenue rouge » (赤き山, Akaki-san). Par la suite, le nom du volcan fut changé en mont Akagi (赤城山, Akagi-san),.

## Géographie

### Situation
Le mont Akagi est situé sur l'île de Honshū, au Japon, à la limite sud-ouest de la préfecture de Gunma, environ 108 km au nord-ouest de l'agglomération de Tokyo. Sa base s'étend à cheval sur plusieurs municipalités japonaises en bordure nord-ouest de la plaine de Kantō : le nord-est de Shibukawa, le nord de Maebashi, le nord-est de Kiryū, le sud-est de Numata et le sud-est du village de Shōwa.

### Topographie
Le mont Akagi est un volcan complexe de la ceinture de feu du Pacifique sur l'arc volcanique Nord-Est du Japon dans le nord-ouest de la région de Kantō. Le diamètre de sa base est d'environ 25 km, et son sommet est constitué d'une caldeira étendue sur 4 km du nord au sud et 3 km d'est en ouest, et contenant quatre étendues d'eau. Il se compose de plusieurs stratovolcans, de cônes volcaniques, et de dômes de lave. Du nord au sud, les principaux édifices volcaniques émergeant de la falaise elliptique de la caldeira sont les monts Jingasa (1 486 m), Yakushi (1 528 m), Ashio (1 475 m), Debari (1 475 m), Kurobi (1 828 m), point culminant du volcan aussi appelé mont Akagi, le Komagatake  (1 685 m), les monts Kuwagara (1 565 m), Ubako (1 507 m), Kago (1 435 m), Kojizō (1 574 m) et Chōshichirō (1 579 m). Sur le sol de la caldeira, se dressent quatre cônes volcaniques : les monts Miharashi (1 520 m), Jizō (1 674 m), Kita (1 516 m) et l'Asakamine (1 528 m). Le mont Kokurobi (1 644 m, au nord-est), le Suzugatake (1 565 m, au nord-ouest), et les monts Ara (1 572 m) et Nabemawari (1 332 m), au sud-ouest, sont extérieurs à la caldeira,.

### Hydrographie
La caldeira sommitale du mont Akagi contient quatre étendues d'eau : l'Ō-numa ou Grand étang (altitude 1 340 m) et le marais Kakumanbuchi (altitude 1 361 m) au nord, le Ko-numa ou Petit étang (un lac de cratère à l'altitude de 1 474 m) et le Chino-ike  (altitude 1 451 m) au sud,.
L'Ō-numa a pour émissaire la rivière Numao qui rejoint le fleuve Tone dans le nord de Shibukawa. Le Ko-numa est la source de la rivière Kasu qui s'écoule vers le sud, traverse les villes de Maebashi et Isesaki, et se jette dans la rivière Hirose, un affluent de rive gauche du fleuve Tone. Des ruisseaux prenant leur source sur le versant est de la montagne appartiennent au bassin versant de la rivière Watarase un autre tributaire du fleuve Tone.

### Géologie
Le mont Akagi est originellement un stratovolcan dont les éruptions majoritairement explosives le classent comme un volcan gris. Il est essentiellement composé de roches magmatiques et plus particulièrement d'andésite et de dacite.

## Histoire

### Histoire éruptive
Le mont Akagi est un volcan du Quaternaire dont le début d'activité volcanique remonterait a au moins 350 000 ans. Sa période de formation se divise en trois grandes phases : la formation d'un volcan composite par émission de lave andésitique et de pyroclastes, l'émergence d'un second volcan produit d'éruptions pliniennes suivie de l'apparition d'une caldeira, et la formation des cônes volcaniques dans la caldeira,. La phase orogénique du volcan prend fin il y a approximativement 24 000 ans.
Un document historique datant du XIIIe siècle, l'Azuma Kagami, fait remonter la dernière manifestation éruptive du mont Akagi au 18 mai 1251.
L'Agence météorologique du Japon, se conformant à des normes internationales depuis 2003, considère qu'un volcan est actif s'il est entré en éruption au cours de l'Holocène, soit depuis les 10 000 dernières années environ. Par conséquent, elle classe le mont Akagi dans sa liste des volcans actifs du Japon.

## Activités
La caldeira du mont Akagi est aménagée pour offrir diverses activités aux touristes en toute saison. Un office de tourisme, installé au pied du versant occidental du mont Jizō, assure la gestion touristique du site. Des voies routières rendent accessibles, en voiture ou en bus, le volcan et ses environs depuis le centre-ville de Maebashi.

### Randonnée
Le parcours classique d'ascension du plus haut sommet du mont Akagi, le mont Kurobi, s'étale sur 6,4 km et débute au pied du versant est du mont Jizō, près d'une annexe de l'office de tourisme (altitude 1 365 m). Un sentier de randonnée longeant la rive est de l'Ō-numa mène au pied de la face ouest du mont Kurobi (altitude 1 370 m). Un chemin de crête, sur le bord de la caldeira, relie le sommet du Kurobi-san à la cime du Komagatake voisin. La descente vers la rive du lac s'effectue le long de la face sud-ouest de ce dernier. Le sentier se prolonge tout autour du marais Kakumanbuchi.

### Sports d'hiver
Le ski se pratique sur les pentes du mont Akagi depuis l'ère Taishō (1912 - 1926) ; la première rencontre internationale de saut à ski du Japon a eu lieu au mont Jizō. De fin décembre à debut mars, trois pistes de ski et de snowboard sont ouvertes au public dans la caldeira du mont Akagi. Une zone est aussi aménagée pour la pratique de la luge.
Sur les eaux gelées du Grand étang, il est possible de s'adonner à la pêche sous la glace, notamment pour capturer des wakasagi,.

## Dans la culture
Le mont Akagi apparaît dans le manga Initial D, mettant en scène des courses automobiles, comme étant le fief de l'équipe des RedSuns dirigée par Ryosuke Takahashi.